# Fudbalski klub Bežanija
Il Fudbalski klub Bežanija (serbo: ФК Бежанија) è una società calcistica serba con sede nella città di Belgrado, nella municipalità di Novi Beograd. Nella stagione 2021-2022 milita nella Međuopštinska liga Beograd, il sesto livello del campionato serbo.

## Storia
Fondato nel 1921 con il nome "Soko", poco tempo dopo cambia nome in "BSK" ("Bežanijski sportski klub"), in quegli anni la squadra disputa solo partite amichevoli. Dopo la seconda guerra mondiale, il club modifica nuovamente il nome in "FK Jedinstvo", disputando le gare nel campionato regionale di Sremska. Dal 1952, invece, la squadra inizia a giocare le gare del campionato di Belgrado. Al termine della stagione 1955-1956 il club assume la denominazione attuale.
Dal 1965 al 1989 il Bežanija gioca nella Beogradska Liga, poi con una doppia promozione raggiunge la Srpska Liga, la terza divisione del calcio jugoslavo, risultato di tutto rispetto per quello che è allora il livello del calcio federale.
La svolta per il piccolo club avviene con l'avvento di Goran Mijatovic "Mita" alla presidenza, il campionato 2004/05 è vinto con la promozione in Prva Liga, seguita dall'immediata vittoria nella stagione seguente che porta il Bežanija nella Meridijan Super Liga, la massima divisione del calcio serbo.
La prima stagione in Super Liga inizia con la morte del presidente, ucciso in un attentato il 2 ottobre, ma nonostante ciò vede il club terminare al quarto posto finale, che vale l'accesso ai preliminari di Coppa UEFA.
Il sorteggio vede il Bežanija accoppiato agli albanesi del KS Besa Kavajë. Il 19 luglio 2007 il primo match a Belgrado finisce 2-2, il ritorno in Albania, il 2 agosto, 0-0, il Bežanija è eliminato.
Gli effetti della perdita del principale finanziatore si avvertono nella stagione 2007/08, quando il club, malgrado l'ottimo campionato di Predrag Ranđelović non riesce ad evitare l'ultimo posto in classifica e la conseguente retrocessione.
Da allora il club partecipa alla Prva Liga, fino al fallimento avvenuto al termine della stagione 2018-2019 che costringe il Bežanija a ricominciare dalla 6 serie, la Međuopštinska liga Beograd (Lega Intercomunale)

## Stadio
Lo Stadion Bežanije, inaugurato nel 2001, ha una capacità di 2.000 spettatori. Si trova a Novi Beograd in Vojvođanska bb, lungo la strada che conduce a Zemun, per il futuro si prevede di costruire una nuova tribuna per portare la capienza a 4.000 posti.

## Palmarès

### Competizioni nazionali
- Prva Liga Srbija: 1

2005-2006
- Srpska Liga: 2

1999-2000 (girone Belgrado), 2002-2003 (girone Belgrado)

## Ex giocatori famosi
- Milan Biševac
- Ivan Dudić
- Dragoljub Jeremić
- Srđa Knežević
- Miloš Kolaković
- Milovan Milović
- Dejan Osmanović
- Predrag Ranđelović
- Antonio Rukavina
- Bojan Šaranov

- Nemanja Supić
- Ibrahim Somé Salombo
- László Köteles
- Filip Despotovski
- Mario Gjurovski
- Nikola Gligorov
- Perica Stančeski
- Darko Božović
- Đorđije Ćetković
- Dejan Damjanović
- Milan Purović
- Marko Simić
- Hong Yong-Jo

## Ex allenatori famosi
- Velimir Đorđević
- Slaviša Božičić
- Ratko Dostanić